# Beaumont-sur-Oise
Beaumont-sur-Oise is een plaats in Frankrijk. Het ligt aan de rivier de Oise.
Het is een van de plaatsen in het noorden van Frankrijk, waar de meeste archeologische opgravingen zijn gedaan. Er zijn instrumenten gevonden, die er op duiden dat er al in het paleolithicum werd gewoond. Er is op de plaats vanaf het begin van het Romeinse Rijk al gebouwd, het ontwikkelde zich daarmee tot een Gallo-Romeinse vestiging. De opgravingen tussen 1989 en 1999 hebben daar veel van bloot gelegd. Het ging tegen de 3e eeuw minder goed en het gebouwde werd neergehaald. De Merovingen vestigden zich er daarna in houten huizen.

## Kaart
De onderstaande kaart toont de ligging van Beaumont-sur-Oise met de belangrijkste infrastructuur en aangrenzende gemeenten.

## Demografie
Onderstaande figuur toont het verloop van het inwonertal, bron: INSEE-tellingen. 

## Geboren
- Michaël Murcy (18 september 1979), voetballer
- Presnel Kimpembe (13 augustus 1995), voetballer
- Timothée Pembélé (9 september 2002), voetballer

## Websites
- (fr)  Statistische informatie op de website van INSEE